# روبية رياو
روبية رياو كانت روبية رياو عملة مميزة لأرخبيل رياو بين عامي 1963 و1964. وقد حلت محل دولار الملايو وبورنيو البريطانية على قدم المساواة، ثم واستعيض عنها بالروبية الإندونيسية بمعدل 1 روبية رياو = 14.7 روبية إندونيسية.

## التاريخ
كانت رياو على الرغم من أنها جزء من الأراضي الهولندية والإندونيسية، تحت تأثير الملايو المجاورة اقتصاديًا. من أجل تأكيد حصتها المالية في المنطقة صدر مرسوم في 15 أكتوبر 1963 لاستبدال دولار الملايو وبورنيو البريطانية (العملة المتداولة) بعملة صادرة عن إندونيسيا وهي روبية رياو، التي حلت محل الدولار على قدم المساواة. على الرغم من أن الروبية كانت تشبه الروبية الإندونيسية في المظهر، إلا أنها كانت ذات قيمة أعلى بكثير. تم سحب أموال المالايان من 1 نوفمبر 1963. كانت روبية رياو قابلة للاستبدال كعملة أجنبية مع الروبية الإندونيسية.
كان عمر روبية رياو أطول بكثير من روبية غرب غينيا الجديدة (التي تم تداولها في الفترة من مايو 1963 حتى عام 1971)، وبموجب مرسوم رئاسي ساري المفعول من 1 يوليو 1964، لم تعد عملة روبية رياو عملة صالحة، حيث تم استبدالها بالروبية الإندونيسية 14.7 روبية إندونيسية لكل روبية رياو.

## عملات معدنية
صدرت العملات المعدنية في فئات 1 و5 و10 و25 و50 سين. تم سك هذه العملات بالألمنيوم وبتاريخ 1962. وقد حملت النقوش المميزة "Kepulauan Riau" على حوافهم.

## عملات ورقية
طبعت ملاحظات بنك إندونيسيا من قبل الطابعة الإندونيسية، حيث يرجع تاريخ بيرتيجاكاكان كيبوران إلى "1960" مع الطباعة الفوقية «رياو» في فئات من 5 و10 و100 روبية، وكلها تحمل صورة الرئيس سوكارنو ولكن مع اختلاف اللون والتصميمات الأخرى. كانت ملاحظات الفئة الأدنى بموجب القانون الإندونيسي (والجزر الهندية سابقًا)، هي امتياز إصدار الحكومة الإندونيسية، وبالنسبة إلى روبية رياو فقد حملت تاريخ "1961" مع الطباعة الفوقية «رياو» في فئة 1 و2 روبية.
تم استخدام ملاحظات متطابقة بالنسبة للطباعة الفوقية في روبية ويست إيريان في عام 1964. الملاحظات الخمسة الصادرة في رياو طبعت على فئة 5 و10 و100 روبية مطروحًا منها «رياو»، بالإضافة إلى تصميمات 1 و2 روبية، تم تعديله "1964"، ثم استخدم أيضًا كملاحظات روبية إندونيسية في عام 1965.
كما تم طبع متغيرات اللون الأخضر والأزرق من الملاحظات 1 و2 روبية، والمخصصة لإصدارها في شمال بورنيو التي رأت إندونيسيا امتدادًا محتملًا إلى أراضيها بسبب فراغ الطاقة في المنطقة في ذلك الوقت.